# Le Gros Coup du caméléon
Pour plus de détails, voir Fiche technique et Distribution.
Le Gros Coup du caméléon (Colpo doppio del camaleonte d'oro) est une comédie policière italienne réalisée par Giorgio Stegani et sortie en 1967.

## Synopsis
Vittorio, employé d'une agence d'assurance, est le seul témoin d'un accident dans lequel un voleur appelé le « Caméléon d'or » a trouvé la mort. Dans sa valise, Vittorio trouve des instructions pour réaliser un vol. Il décide donc de prendre l'identité du caméléon d'or et de réaliser le vol.

## Fiche technique
- Titre français : Le Gros Coup du caméléon[1]
- Titre original italien : Colpo doppio del camaleonte d'oro[2]
- Réalisation : Giorgio Stegani (sous le nom de « George Finley »)
- Scenario : Giorgio Stegani, Ottavio Poggi
- Photographie :	Sandro Mancori
- Musique : Carlo Rustichelli
- Décors : Pier Luigi Basile
- Production : Nino Battiferri, Ottavio Poggi, Elsio Mancuso
- Société de production : G.V. Cinematografica, Società Europea Cinematografica - S.E.C.
- Pays de production :  Italie
- Langue originale : italien
- Format : couleurs par Ferraniacolor - 2,35:1 - Son mono - 35 mm
- Durée : 96 minutes
- Genre : comédie policière, poliziottesco
- Dates de sortie :
  - Italie : 21 juillet 1967
  - France : 15 janvier 1969

## Distribution
- Mark Damon : Vittorio
- Luisa Baratto (sous le nom de « Liz Barrett ») : Micaela
- Magda Konopka : Ginevra
- Luciano Pigozzi (sous le nom d' « Alan Collins ») : Aragosta
- Daniele Vargas : le directeur de la banque
- Poldo Bendandi : Ora Pro Nobis
- Umberto D'Orsi : Le Docteur
- Ugo Fangareggi : Einstein
- Giampiero Littera : Coffre-fort
- Mino Doro : Guglielmo, dit « le Suisse »
- Giovanni Cianfriglia : Homme de main de Guglielmo
- Stefano Ceccarelli : le videur de la boîte de nuit
- Giulio Battiferri : Giuseppe
- Valentino Macchi : un employé de banque